# Trichinomyia
Trichinomyia is een geslacht van insecten uit de familie van de Hybotidae, die tot de orde tweevleugeligen (Diptera) behoort.

## Soorten
Deze lijst is mogelijk niet compleet.
- T. flavipes (Meigen, 1830)
- T. fuscipes (Zetterstedt, 1838)